# Гері Вайнерчук
Гері Вайнерчук (або «Гарі Вайнерчук», ім'я при народження Геннадій Вайнерчук,  нар. 14 листопада 1975 року в Бобруйську, БРСР) — підприємець, інвестор, автор, оратор й інтернет-особистість.

## Ранні роки
Вайнерчук емігрував до США 1978 року, оселився із родиною в Едісоні, Нью-Джерсі. Після закінчення коледжу Mount Ida в Ньютоні, перетворив магазин алкогольних напоїв свого батька у місті Спрінгфілд округу Юніон штату Нью-Джерсі на роздрібний винний магазин під назвою Wine Library, а 2006 року відкрив відеоблог Wine Library TV зі щоденними випусками про вина.
У серпні 2011 року Вайнерчук оголосив про плани відкласти роботу над відеоблогом і зосередитись на VaynerMedia, соціальному бренд-консалтинговому агентству, яке він заснував 2009 року. Вайнерчук описує соціальні медіа як коктейль, де бренди повинні бути частиною розмов, які ведуть люди.
У червні 2016 року Гарі Вайнерчук почав своє партнерство зі спортивним агентством в рамках проекту VaynerSports.

## Кар'єра

### Wine Library
Після закінчення коледжу 1999 року Вайнерчук проводив дні у винному магазині батька. Завдяки поєднанню електронної комерції, електронного маркетингу і агресивної цінової політики бізнес Вайнерчука виріс з 1 до $50 млн до 2005 року.

### VaynerMedia
У 2009 році Гері разом зі своїм братом заснував VaynerMedia, діджитал-агентство, орієнтоване на соціальні медіа. Компанія спеціалізується на наданні послуг розробки стратегій для роботи в соціальних медіа для компаній зі списку Fortune 500, таких як Дженерал Електрик, Анхойзер-Буш, Mondelez і PepsiCo.

### VaynerRSE
Після інвестицій в Tumblr і Buddy Media, Вайнерчук створює інвестфонд VaynerRSE зі статком 25 млн $ Меттом Хіґґінзом з RSE. Фонд фокусується на інвестиціях в споживчі технології і є інкубатором на додачу до традиційного «ангельського інвестування».

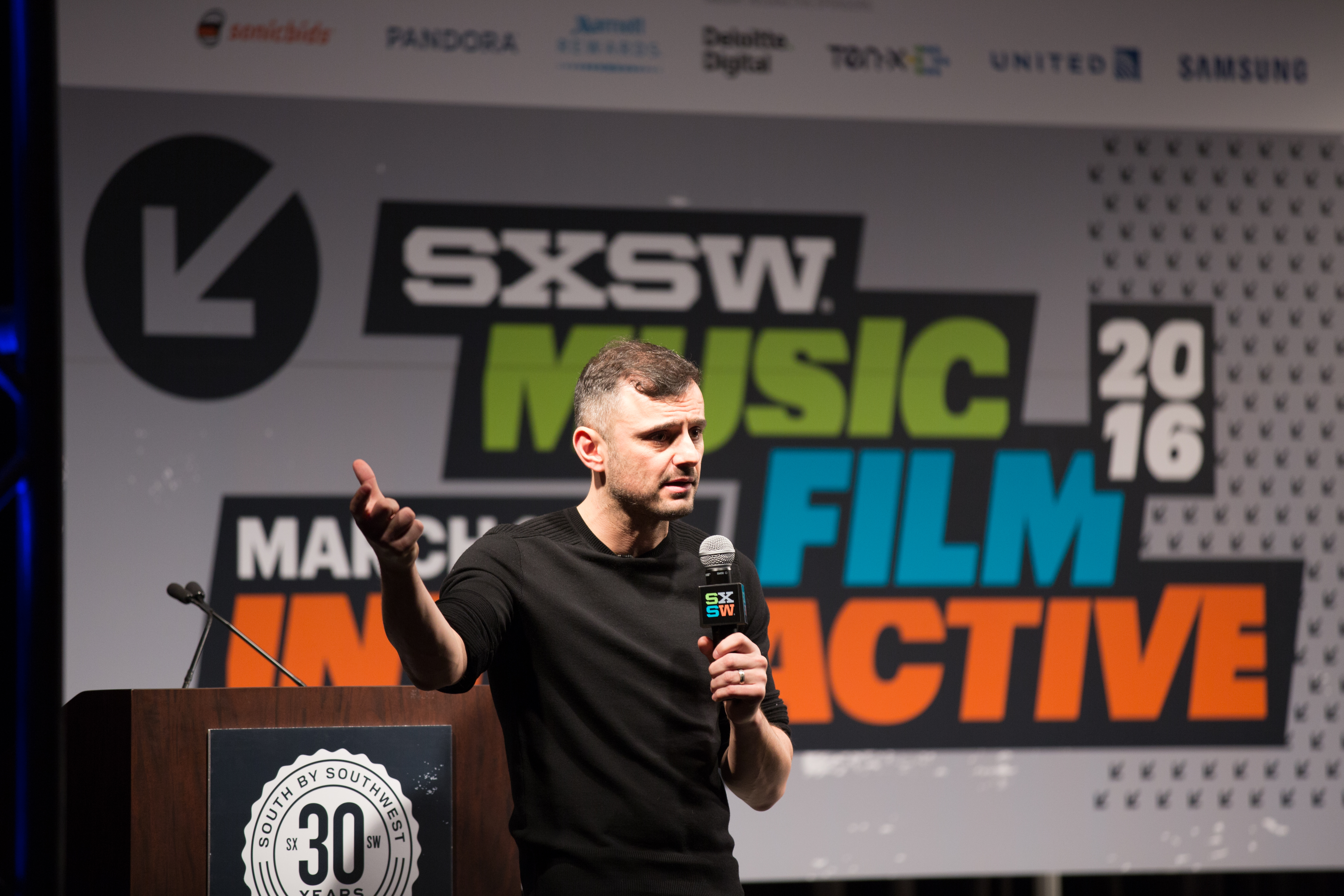
Вайнерчук на виступі 2016 року

### Шоу #AskGaryVee
Це шоу започатковано Вайнерчуком 31 липня 2014 року. Випуски зазвичай складаються з запитань глядачів до Гері через соціальні медіа. Питання зазвичай стосуються бізнесу, маркетингу, брендингу та соціальних медіа. Більшість відео зняті в офісі Vayner Media у Нью-Йорку.

### Food Loves Tech
2016 року VaynerMedia профінансовано і запустило «Food Loves Tech», нью-йоркське шоу про нові технології в харчовій промисловості і виробництво продуктів харчування.

### DailyVee (відеоблог)
DailyVee — YouTube-серіал, започаткований 4 грудня 2015 року. Це влог з Вайнерчуком про повсякденне ділове життя.

## Книги

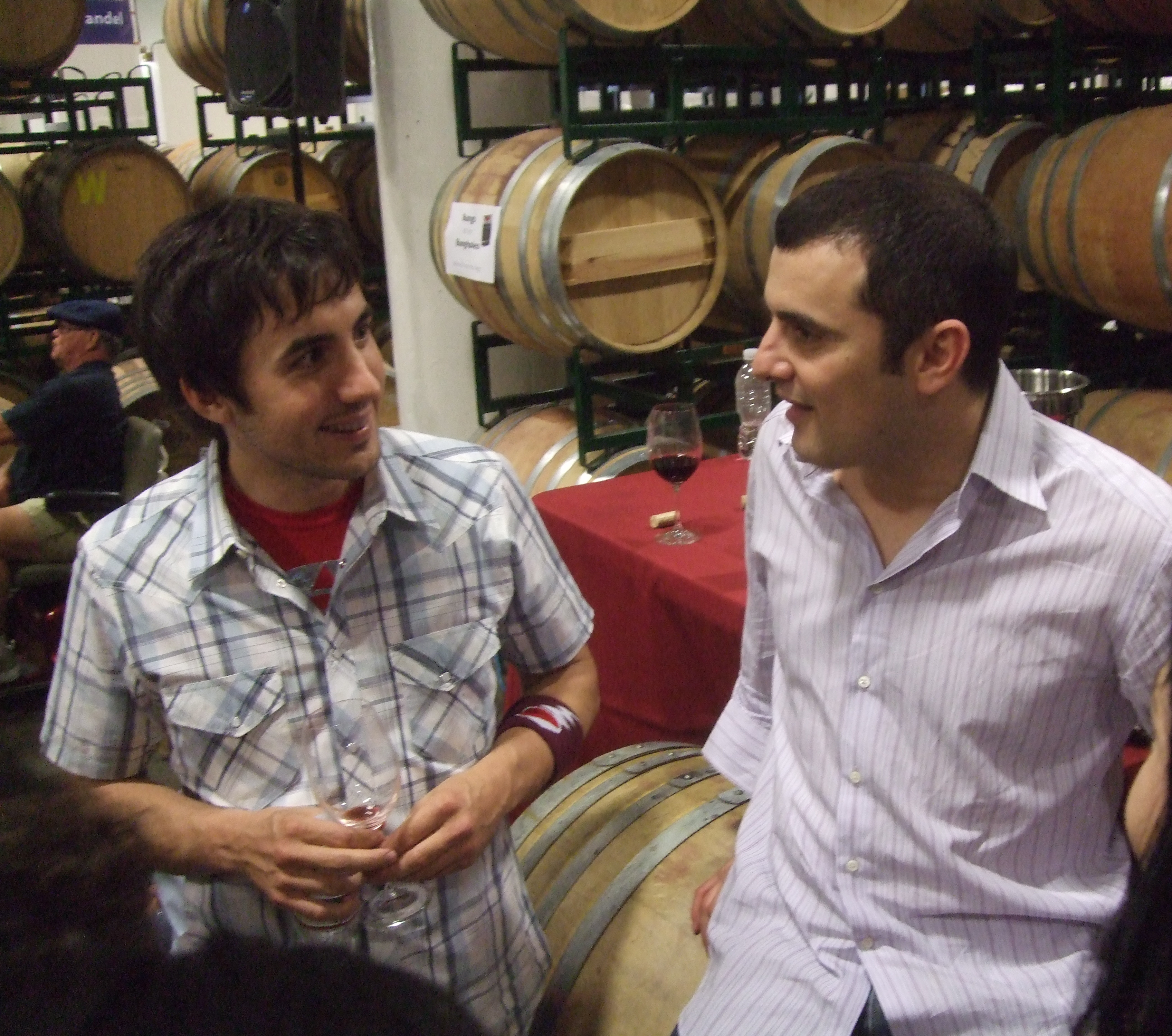
Кевін Розе з Геннадієм

### Crush It!
У березні 2009 року, Вайнерчук підписав контракт на 10 книг з HarperStudio на суму 1 млн $ і випустив першу книгу «Crush It! Why Now is the Time to Cash in on your Passion» в жовтні 2009 року. У перші тижні його випуску книга посіла перше місце в списку бестселерів серед книг на Amazon. Книга посіла № 2 списку «New York Times Hardcover Advice» і № 7 в «Bestseller List» від Уолл-Стріт джорнел.
Книга закликає людей визначити, що дійсно робить їх щасливими і намагатись монетизувати цю діяльність в інтернеті. Соціальні і технологічні тенденції так знизили вартість виробництва контенту, що пристрасть, знання і зусилля, що книга називає «sweat equity» — віднині все, що потрібно для створення бренду та бізнесу.
Crush It! також була однією з перших книг, випущених на платформі Vоок.

### The Thank You Economy
У березні 2011-го Вайнерчук випустив разом з HarperStudio книгу «The Thank You Economy». Це друга книга з серії бізнес-книг, вона описує необхідність для компаній адаптуватися в епоху інтернету.
Книга посіла друге місце в списку бестселерів від «Нью-Йорк Таймс» під назвою «New York Times Hardcover Advice & Misc. Bestseller List».

### Jab, Jab, Jab, Right-Hook
В листопаді 2013 року Вайнерчук випустив третю книгу «Джеб, Джеб, Джеб, хук справа: як розповісти свою історію в галасливому соціальному світі». Автор розказує на прикладах компаній, як використовувати соціальні медіа-платформи, що треба робити і чого уникати. Книга посіла #1 в списку бізнес-книг від Уолл-Стріт журнал і #4 у списку Нью-Йорк Таймс.

### #AskGaryVee
Четверта книга Вайнерчука, #AskGaryVee: One Entrepreneur's Take on Leadership, Social Media, and Self-Awareness, з'явилась 8 березня 2016-г. #AskGaryVee узагальнює і розширює дані з відеозаписів Вайнерчука з шоу на YouTube

## Wine Library TV
Wine Library TV (WLTV або The Thunder Show) (2006—2011) відео-подкаст Вайнерчука про вино з відгуками і порадами. Епізоди складався з дегустації вин та інших суміжних тем. Шоу дебютувало 21 лютого 2006 року.
Кожен випуск нараховував до 90 тис. глядачів. Вайнерчук з'явився на обкладинці журналу Mutineer в грудні 2008 року.
Вайнерчук ділився враженнями і оцінював ціни вина за 100-бальною шкалою.
23 серпня 2011 року Гаррі оголосив про закриття щоденних випусків відеоблогу.

## Реакція
Про Вайнерчука написали в Нью-Йорк Таймс, Уолл Стріт Джорнал, GQ і Time, з'явився в кінці ночі з Конаном О ' Брайеном і Еллен. Про Гаррі писали, як «першого винного гуру епохи YouTube», «суперзірка винного світу». 

## Нагороди
- 2003: бізнес-премія журналу «Market Watch» (наймолодший переможець)
- 2006: народний вибір «Vloggie» у категоріях «Кулінарія» та категоріях «навчально-методичні/освітні сфери»[37]
- 2007: American Wine Blog Awards, найкращий подкаст про вино [38]
- 2011: Уолл Стріт Джорнал — великі досягнення малого бізнесу в Twitter
- [39]
- 2013: Inc: як освоїти 4 великі соціальні медіаплатформи [40]
- 2013: Нью-Йорк Таймс «Riding the Hashtag in Social Media Marketing»[41]
- 2013: Есквайр «Гарі Вайнерчук: чому я навчився»[42]
- 2015: Крейн Нью-Йорк Бізнес 40 людей до 40 років[43]

### Переклади українською
- Гарі Вайнерчук. Вони всіх зробили! Як великі підприємці побудували свої імперії і як повторити їхній успіх. Переклад з англійської: Ігор Возняк. Харків: Віват. 2018. 288 стор. ISBN 978-966-982-059-4